# Palladianesimo

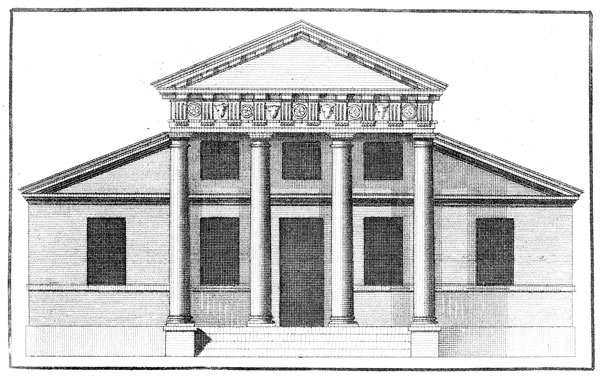
Progetto di villa con portico sovrapposto, dal libro IV de I quattro libri dell'architettura di Andrea Palladio, in un'edizione economica pubblicata a Londra nel 1736

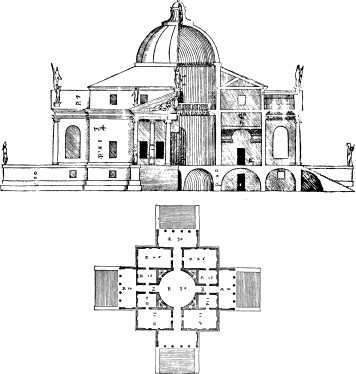
Villa Capra, Vicenza

Il palladianesimo o architettura palladiana è uno stile architettonico ispirato alle opere e ai disegni dell'architetto veneto Andrea Palladio (1508–1580). Sebbene il termine palladiano si riferisca sia all'opera del maestro veneto sia agli stili da questo derivati, il palladianesimo (o più propriamente neopalladianesimo) è un'evoluzione delle idee originali di Palladio. Lo sviluppo del palladianesimo come stile autonomo ebbe inizio nel XVI secolo e continuò fino alla fine del XVIII secolo, durante il quale influì notevolmente sull'architettura neoclassica. In breve tempo, il palladianesimo si estese dal Veneto a tutta l'Europa e ad altre parti del mondo.
Nel Regno Unito il neopalladianesimo cominciò a essere molto popolare a metà del XVII secolo, dove arrivò con le opere di Inigo Jones. In Gran Bretagna rimpiazzò il barocco come formula di rinnovamento del lessico architettonico utilizzato nell'antichità. All'inizio del secolo successivo questo stile diventò di moda, non solo in ambito britannico, ma anche nella maggioranza dei paesi nordeuropei. Più tardi, quando cominciò il suo declino in Europa, lo stile riscosse un grande successo nell'America settentrionale, con esempi di altissimo livello negli edifici disegnati da Thomas Jefferson.

## Architettura di Andrea Palladio
Per comprendere lo sviluppo del Palladianesimo è necessario analizzare l'opera di Palladio e i suoi fondamenti costruttivi.

### Caratteristiche principali

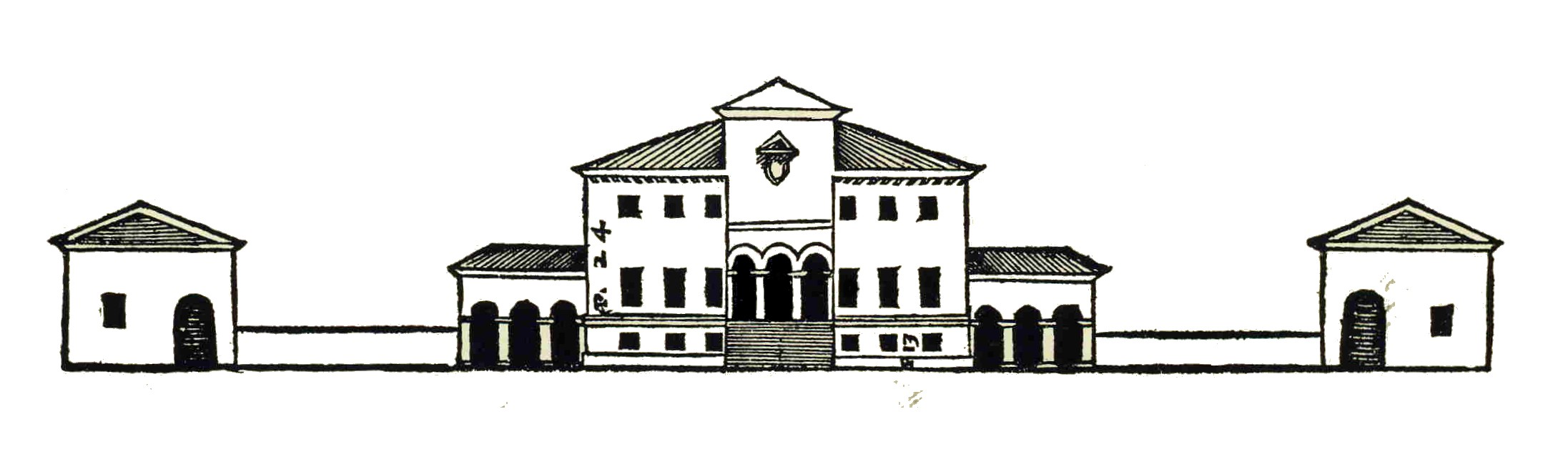
Lo stile palladiano originale a Villa Godi: progetto di Palladio, pubblicato nei Quattro libri dell'architettura (1570). Le ali dell'edificio sono strutture agricole che non fanno parte della villa. La variazione di questi elementi, nel XVIII secolo, diventò una delle caratteristiche fondamentali del neopalladianesimo.

La quasi totalità dell'opera di Andrea Palladio si trova nel Veneto: fra queste, vanno segnalate alcune ville di Vicenza (tra le quali Villa Almerico Capra detta la Rotonda, uno dei suoi capolavori), Villa Badoer e la Chiesa del Redentore di Venezia. Tanto nei suoi trattati quanto negli edifici che progettò, Palladio seguì i principi dell'opera dell'architetto romano Vitruvio, sviluppati da Leon Battista Alberti nel XV secolo: fondamentale è il rispetto delle proporzioni matematiche e della ricchezza degli ornamenti che caratterizzano l'architettura romana e che successivamente, nel XVI secolo, furono ripresi dall'architettura rinascimentale.
Palladio combinò liberamente molti degli elementi del linguaggio classico, rispettando le esigenze derivanti dalla posizione dell'edificio e dalle sue necessità funzionali. Da questo punto di vista, in particolare, lo si può considerare un architetto manierista, anche se allo stesso tempo Palladio rispettò la ricerca rinascimentale delle proporzioni armoniche, conservando nelle facciate che disegnò un'eccezionale eleganza basata sulla semplicità (anche austera) e sulla serenità compositiva.
Palladio progettava sempre le sue ville in funzione dell'ubicazione. Se l'edificio doveva sorgere su una collina, come ad esempio nel caso di villa Almerico Capra, le facciate venivano disegnate in modo da permettere a chi vi risiede di godere di un buon panorama da qualunque angolo della casa. Allo stesso tempo, però, in questi casi nelle sue opere veniva spesso moltiplicato l'uso del pronao, utilizzato a villa Almerico Capra su tutte le quattro facciate, per permettere agli occupanti di guardare il paesaggio restando al riparo dal sole, come succede ancora con alcuni portici utilizzati nell'architettura contemporanea nordamericana. In alcuni altri casi, Palladio usava la “loggia aperta” in sostituzione dei portici. La loggia palladiana può essere descritta come un portico incassato, una stanza autonoma le cui pareti sono aperte verso gli altri elementi e si concludono sul frontone. In alcuni casi un'altra tribuna veniva posta su un secondo piano, sopra la loggia d'ingresso, creando così l'elemento noto come “doppia loggia”. In certi casi le logge o le tribune trovavano posto sulla facciata per mezzo di un basamento. Nell'edificio centrale di Villa Godi la loggia è usata come punto focale al posto del portico, che talvolta in altre situazioni si chiude con due arcate simmetriche ai lati.

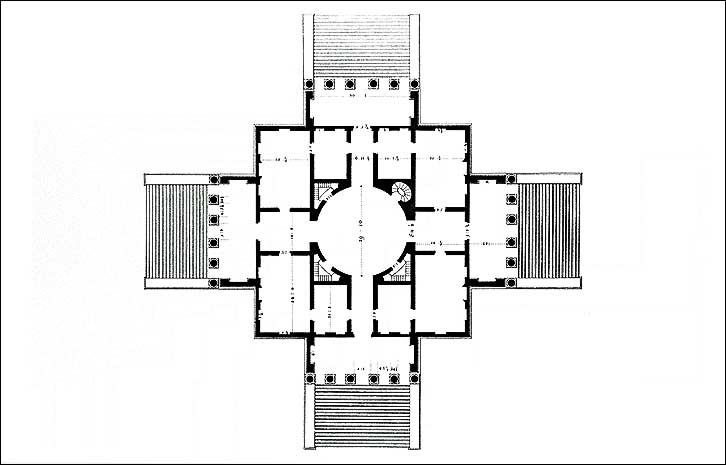
La pianta cruciforme di Villa Capra, con un portico su ciascuna facciata.

Palladio era solito usare come modello per le sue ville il prospetto dei templi romani. Ma l'influenza di questo tipo di edificio classico non si limita unicamente a questo: la pianta cruciforme, utilizzata ad esempio a Villa Almerico Capra, era ricavata dall'architettura romana e successivamente è stata considerata un “marchio di fabbrica” del maestro veneto. Le ville palladiane, in genere, erano costruite su tre livelli: un basamento rustico che conteneva le stanze della servitù e gli appartamenti secondari al livello inferiore; un piano nobile al quale si arrivava passando attraverso il portico, con scale esterne che davano accesso all'atrio e agli appartamenti principali; un mezzanino con camere secondarie e il resto delle camere da letto. Le dimensioni interne delle ville erano studiate su semplici proporzioni matematiche come 3:4 o 4:5, alle quali si adeguavano i rapporti di tutte le stanze. In precedenza altri architetti avevano utilizzato queste formule matematiche per dotare gli edifici di equilibrio interno e per raggiungere la simmetria nelle facciate, ma Palladio, nei suoi progetti, utilizzò per primo questa formula per la struttura dell'intero edificio, per evitare che gli elementi stridessero e che le ville, generalmente quadrate, mancassero di armonia. Le proporzioni non erano insomma solo un mezzo per risolvere un problema architettonico, ma anche la base per un sistema organizzato di disposizione delle strutture delle abitazioni private.
Queste strutture simmetriche e modellate sulla forma di un tempio presentavano inoltre due ali laterali ugualmente simmetriche, ma più basse, che partivano dall'edificio centrale: le barchesse, che venivano utilizzate per alloggiare cavalli o altri animali e per conservare i prodotti in magazzini o granai. Palladio infatti credeva fermamente nella doppia finalità delle ville, che al tempo stesso dovevano assolvere alla funzione di struttura agricola e a quella di abitazione dell'alta borghesia e dell'aristocrazia, dunque anche con funzioni di rappresentanza. Le barchesse tuttavia, spesso staccate e collegate alle ville da colonnati, non erano concepite solo come complementi funzionali: nei progetti di Palladio queste strutture erano studiate anche per fungere da elemento decorativo, di accentuazione della villa, anche se in nessun caso venivano considerate parte integrante dell'edificio principale. Questa tendenza fu sviluppata in seguito dai seguaci di Palladio, che fecero diventare le barchesse uno degli elementi del corpo centrale.

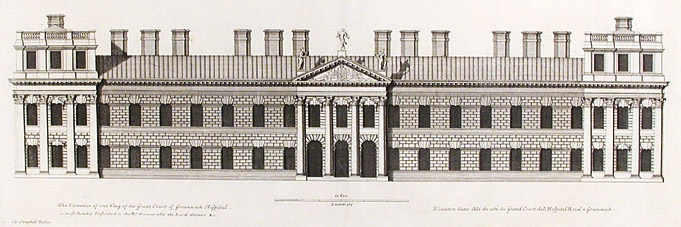
L'Ospedale di Greenwich, esempio del palladianesimo inglese

### Trattati di Palladio
Non c'è dubbio che lo studio degli edifici di Palladio sia stato fondamentale per la successiva evoluzione del palladianesimo. I suoi scritti hanno evidentemente influito sulla rapidità della diffusione delle sue teorie nel resto d'Europa e in Nordamerica. Gli architetti palladiani che non avevano visitato l'Italia avevano in tal modo a disposizione uno strumento di lavoro originale sul quale modellare le proprie concezioni.
Le due opere fondamentali di Andrea Palladio sono:
- Le antichità di Roma (Venezia 1554): studio sulla struttura urbana dell'Antica Roma.
- I quattro libri dell'architettura (Venezia 1570): trattato che ottenne un notevole successo e fu diffuso in numerose ristampe e traduzioni nei due secoli successivi. L'opera è così suddivisa:
  - I libro: tratta la scelta dei materiali, il modo di costruire, le forme degli ordini architettonici in tutte le loro parti
  - II libro: riporta i disegni delle costruzioni realizzate da Palladio. Tali raffigurazioni talvolta si discostano dall'edificio costruito, perché risentono di un processo di idealizzazione e adeguamento al linguaggio maturo del maestro
  - III libro: descrive la maniera di costruire strade, ponti, piazze e basiliche
  - IV libro: contiene i rilievi di un gran numero di edifici antichi

### Le finestre palladiane

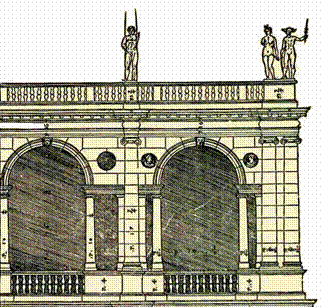
La finestra palladiana, o serliana, nell'opera di Andrea Palladio. Dettaglio di un disegno del Palazzo della Ragione di Vicenza, da I quattro libri dell'architettura, in un'edizione economica pubblicata a Londra nel 1736

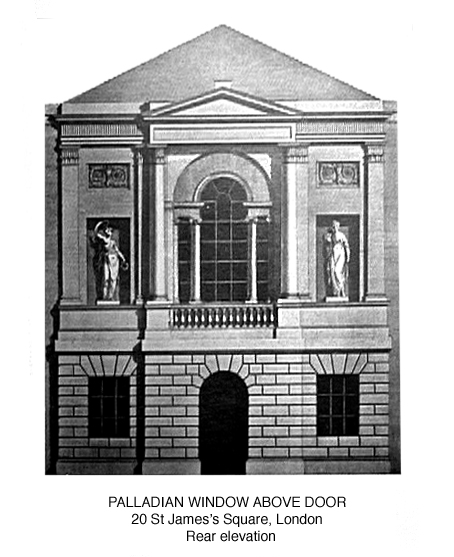
Una finestra palladiana della fine del XVIII secolo, secondo una rilettura neoclassica di Robert Adam.

Le finestre palladiane, serliane o veneziane furono utilizzate ampiamente nelle opere giovanili di Palladio. Consistono in una grande finestra centrale sovrastata da un arco semicircolare retta da piccoli capitelli che fanno da base a una trabeazione e si trovano sopra i pilastri, che racchiudono a loro volta altre due finestre più piccole. Nella Biblioteca Marciana di Venezia, una variante di Jacopo Sansovino rimpiazza i pilastri con due colonne.
In realtà, però, definire “palladiane” o “veneziane” queste finestre non è corretto: la prima traccia di questo elemento nell'architettura risale a Donato Bramante e successivamente Sebastiano Serlio (1475–1554) le citò nel suo trattato in sette tomi Tutte l'opere d'architettura et prospetiva, nel quale studia gli ideali stilistici di Vitruvio e dell'architettura romana e ne valuta l'applicabilità all'architettura rinascimentale. L'uso che ne consiglia Serlio è una galleria di grandi finestre affiancate da aperture minori rettangolari, un motivo apparso per la prima volta negli archi trionfali dell'Antica Roma.
Palladio usò questo elemento in numerosi edifici, fra i quali va segnalato il caso della Basilica Palladiana (nome con cui è oggi noto il Palazzo della Ragione di Vicenza). Le finestre palladiane caratterizzano anche gli ingressi di Villa Godi e Villa Forni Cerato, e si deve probabilmente all'uso estensivo di questo elemento nel Veneto l'uso del termine “finestra veneziana”, o più semplicemente “veneziana”. Ad ogni modo, questo motivo è probabilmente diventato la caratteristica dell'architettura palladiana più frequentemente ripresa dagli stili architettonici successivi derivati dal palladianesimo.

## Diffusione del palladianesimo

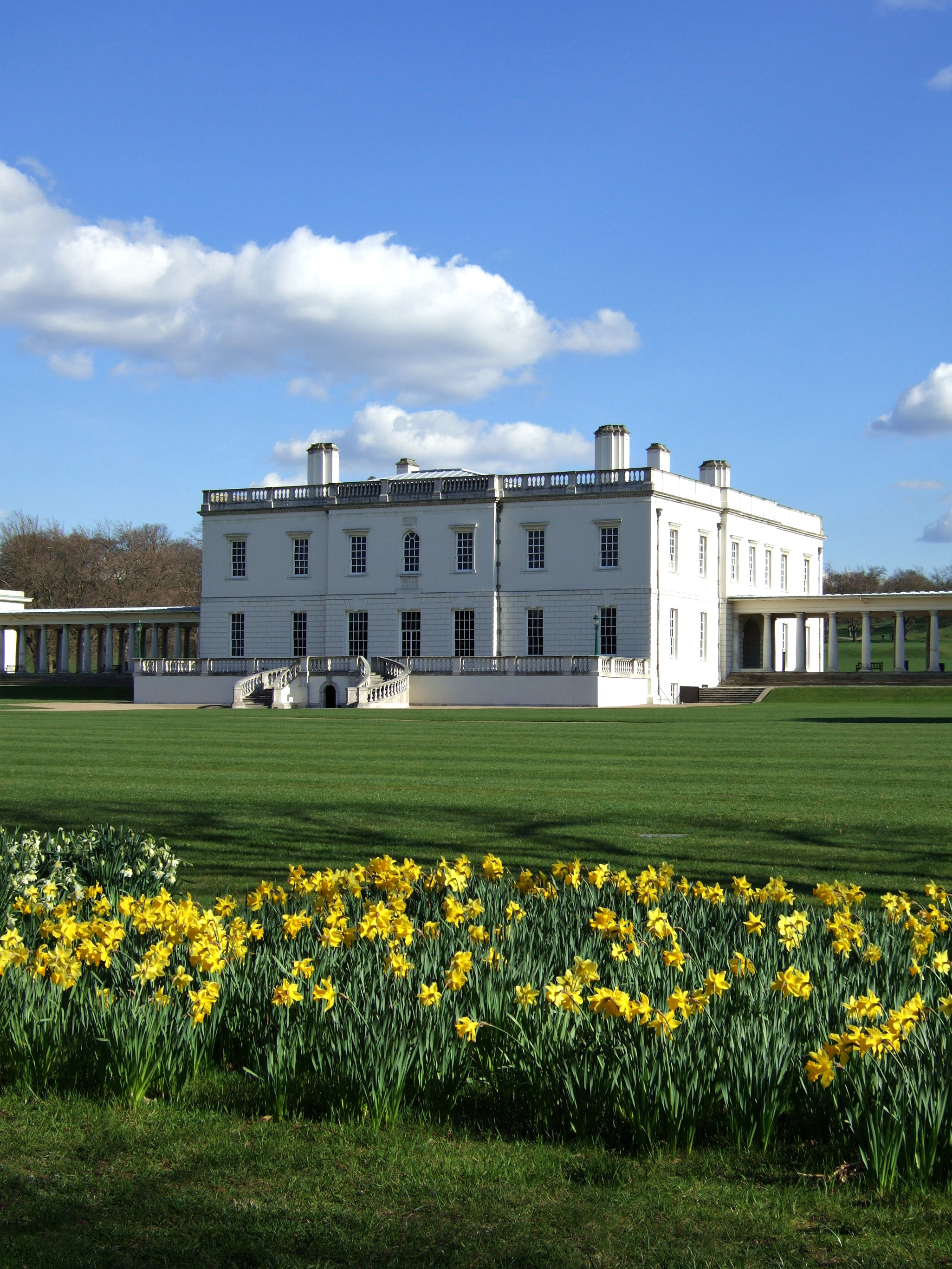
Il Palladianesimo inglese: la Queen's House, a Greenwich, è la prima villa neopalladiana in Inghilterra. La costruzione dell'edificio, basato su un progetto di Inigo Jones, iniziò nel 1616.

L'influenza di Palladio nell'architettura occidentale è stata enorme. In particolare, il palladianesimo è stato determinante nella tradizione anglosassone, con la conseguenza che tanto nell'architettura coloniale nordamericana che in quella inglese, in territori ai quattro angoli del mondo come India, Cina e Australia, si possono trovare progetti derivati da quelli dell'architetto veneto.
Un ruolo rilevante nella diffusione dello stile palladiano tra gli architetti nordeuropei la ebbe anche il trattato L'idea dell'architettura universale (1615) di Vincenzo Scamozzi, colto architetto e teorico, figura più importante dell'architettura nell'area veneziana dopo la morte del maestro. Scamozzi terminò varie opere lasciate incompiute da Palladio, come il Teatro Olimpico, spesso modificandole (es. la cupola di Villa Almerico Capra detta la Rotonda), ma non si limitò a questo: ad esempio con il suo progetto per Villa Pisani detta la "Rocca Pisana", riprendendo la tipologia della Rotonda, Scamozzi fa una puntuale critica al progetto di Palladio, rivendicando così un ruolo autonomo e non di semplice imitazione. Quella di Scamozzi intende essere un'evoluzione dello stile inaugurato da Palladio dotandolo di più rigore e abbandonandone gli effetti plastici e chiaroscurali. Nel Settecento fu Ottone Calderari (1730-1803) il più importante architetto vicentino a portare avanti lo stile palladiano, ormai ai confini col Neoclassico, assieme a Ottavio Bertotti Scamozzi (1719-1790) che ne fu anche un attento studioso e divulgatore con i suoi trattati; mentre nell'Ottocento l'ultimo esponente fu Bartolomeo Malacarne (1782-1842), autore del Cimitero Monumentale di Vicenza.
Dopo la pubblicazione nel 1570 de I quattro libri dell'architettura, durante il XVII secolo, XVIII secolo e XIX secolo molti architetti di tutta Europa visitarono l'Italia per analizzare sul posto l'opera di Palladio. Quest'influenza si tradusse in opere quando questi architetti tornarono nei propri Paesi di origine, adattando lo stile palladiano alle differenti condizioni climatiche e topografiche e alle richieste dei committenti. Così l'ideale palladiano si diffuse in ogni parte d'Europa, raggiungendo l'apice della popolarità nel XVIII secolo, prima in Inghilterra e in Irlanda e successivamente negli Stati Uniti. Allo stesso tempo, servì da base per il neoclassicismo della fine del XVIII secolo e dell'inizio del XIX.

### Origini del palladianesimo britannico
Uno di questi studiosi era l'architetto inglese Inigo Jones (1573-1652), che fu direttamente responsabile dell'importazione dell'influenza palladiana in Gran Bretagna. Il palladianesimo di Jones e dei suoi contemporanei, come quello dei suoi allievi, è uno stile che ricerca principalmente l'estetica della facciata: di conseguenza le formule matematiche di distribuzione interna degli edifici non furono mai applicate rigidamente. Numerose ville di campagna in questo stile furono realizzate in Inghilterra fra il 1640 e 1680, come, per citare un esempio, la Wilton House: si tratta di edifici che seguono il modello dei progetti palladiani realizzati da Jones per la Queen's House di Greenwich, la Banqueting House di Whitehall e il palazzo reale, mai completato, voluto a Londra da Re Carlo I.
Ad ogni modo, i progetti palladiani ispirati alle opere di Inigo Jones venivano accostati troppo al regno di Carlo I per sopravvivere alla guerra civile. Con la restaurazione degli Stuart il palladianesimo di Jones fu rimpiazzato dai progetti barocchi di architetti come William Talman, John Vanbrugh e Nicholas Hawksmoor, ma anche da quelli del suo allievo John Webb.

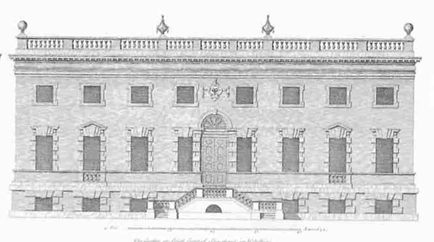
Il Neopalladianesimo: la facciata sud della Stourhead House, progettata da Colen Campbell e completata nel 1720. Il progetto si basava su quello di Villa Emo, una delle ville palladiane.

### Neopalladianesimo
Lo stile barocco, popolare nell'Europa continentale, non ottenne mai grande successo presso il pubblico britannico. Quando, nei primi trent'anni del XVIII secolo, furono pubblicati quattro libri sulla semplicità e sulla purezza dell'architettura classica, il barocco era quasi definitivamente abbandonato. I quattro libri sono:
1. Vitruvius Britannicus, pubblicato da Colen Campbell, 1715 (ma alcuni volumi successivi fecero la loro comparsa più tardi, nel corso del XVIII secolo)
2. The Architecture of Palladio in Four Books, una versione de I quattro libri dell'architettura curata da Giacomo Leoni, 1715
3. De re aedificatoria, una versione del libro di Leon Battista Alberti curata da Giacomo Leoni, 1726
4. The Designs of Inigo Jones... with Some Additional Designs, pubblicato in due volumi da William Kent, 1727

Il più popolare di questi libri fra l'alta borghesia e l'aristocrazia inglese fu Vitruvius Britannicus di Colen Campbell, a sua volta architetto. Il libro conteneva essenzialmente studi sugli edifici inglesi ispirati ai grandi architetti, da Vitruvio a Palladio: il primo tomo riportava principalmente opere di Inigo Jones, ma nei volumi successivi furono introdotti disegni e progetti dello stesso Campbell e di altri architetti del XVIII secolo.
Gli autori di questi quattro libri, che diedero una spinta decisiva alla rinascita del palladianesimo in Inghilterra, divennero ben presto di moda, ottenendo un discreto seguito fra gli architetti dell'epoca. Per la notorietà procuratagli dal suo libro, Colen Campbell fu scelto come architetto dal banchiere Henry Hoare I, che gli commissionò la Stourhead House, un capolavoro che ispirò decine di edifici simili in tutta l'Inghilterra.

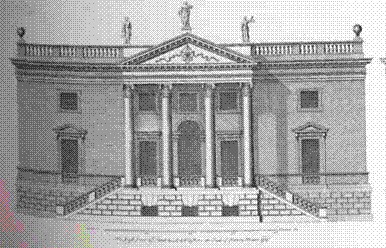
Il neopalladianesimo: la facciata est della Stourhead House. Entrambe le immagini sono tratte da Vitruvius Britannicus

A capo della nuova scuola architettonica vi era l'aristocratico Richard Boyle, III conte di Burlington - noto nei paesi anglofoni come l'architect earl, l'"architetto conte" - che vedeva nel barocco un simbolo dell'assolutismo dei paesi stranieri. Nel 1729 Burlington progettò con William Kent la Chiswick House, una rivisitazione di Villa Almerico Capra dalla quale però erano stati esclusi gli elementi e gli ornamenti del XVI secolo. La scarsa presenza di ornamenti sarebbe diventata una delle caratteristiche del neopalladianesimo.
Nel 1734 Kent e Burlington disegnarono uno degli esempi più raffinati di villa neopalladiana, Holkham Hall, a Norfolk. Il corpo principale della villa seguiva quasi interamente i dettami di Palladio, ma le ali - basse e separate nell'opera del maestro veneto - acquistarono un ruolo più importante. Kent le fece diventare una parte annessa all'edificio principale, ne escluse l'uso come ricovero di animali domestici e le elevò a un'importanza quasi identica a quella del corpo principale. Il differente uso delle ali, che spesso erano adornate con portici e frontoni, fece sì che il palladianesimo inglese fosse considerato uno stile a sé stante, e non solo un'imitazione delle opere palladiane.

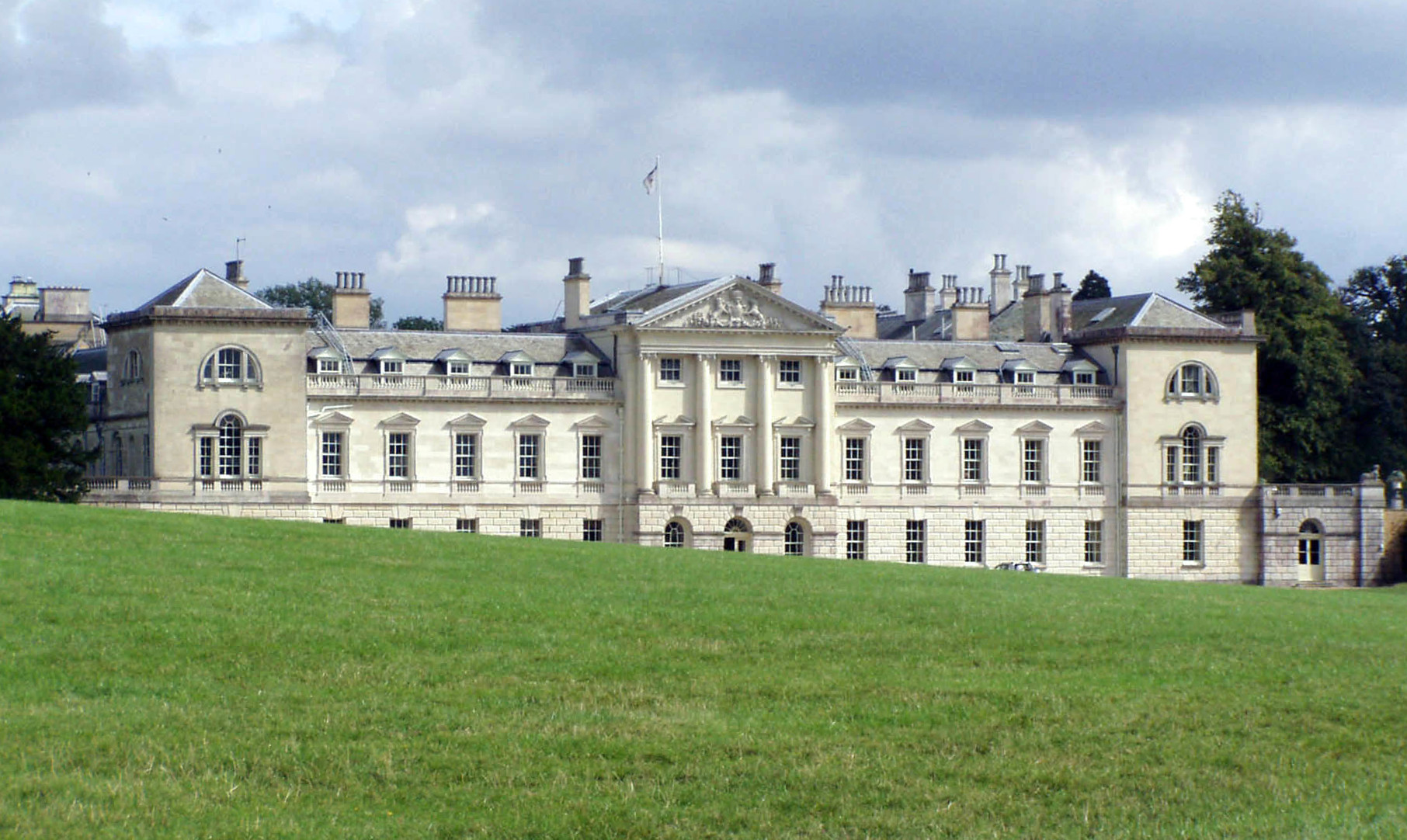
Il Palladianesimo inglese: Woburn Abbey, progettata da Henry Flitcroft, allievo di Burlington, nel 1746. La struttura centrale non è più a sé stante: le ali adesso sono elevate ad una rilevanza quasi pari ad essa, e le strutture per il bestiame che concludevano l'edificio nei progetti di Palladio adesso fanno evidentemente parte della facciata.

Gli stili architettonici tuttavia si evolvono di continuo, cambiando per adeguarsi alle richieste dei committenti. Quando nel 1746 John Russell, duca di Bedford, decise di ricostruire Woburn Abbey, scelse lo stile palladiano, il più popolare in quell'epoca. L'incarico fu affidato a Henry Flitcroft, un allievo di Burlington. I progetti di Flitcroft, di natura palladiana, probabilmente non sarebbero stati riconosciuti come tali dallo stesso Palladio: il corpo centrale è piccolo e il portico a tre vani solo abbozzato e chiuso, a differenza delle logge palladiane. Le due grandi ali, che ospitano numerosi appartamenti, rimpiazzano i muri o i colonnati che in un progetto di Palladio avrebbero portato alle strutture per il lavoro agricolo; queste ultime, inoltre, sono alte quanto il corpo centrale e sono dotate di finestre palladiane, per evocare il tocco originale del maestro veneto. Questa evoluzione dello stile era destinata ad essere ripetuta in innumerevoli ville e municipi in Gran Bretagna per più di un secolo a venire, prima del declino che si verificò durante l'età vittoriana e del ritorno nelle mode architettoniche all'inizio del XX secolo, quando fu scelta da Edward Blore per la ristrutturazione di Buckingham Palace (1913). Nelle strutture in questo stile, spesso le ali erano a loro volta dotate di portici ciechi e pilastri, quasi in competizione per importanza col corpo centrale, o comunque in una forma di suo complemento. Un'evoluzione assolutamente lontana dai progetti di Palladio, a quel punto vecchi di due secoli.
In questa fase dell'evoluzione del neopalladianesimo, le case palladiane all'inglese non erano più i piccoli e raffinati rifugi per i fine settimana dell'opera originale di Palladio: non più villette, ma centri di potere da dove i whig controllavano la Gran Bretagna. Man mano che lo stile andava evolvendosi, le proporzioni matematiche del tocco originale del maestro veneto venivano abbandonate, passando da una struttura quadrata, per lo più cruciforme, con ali di supporto, ad una concezione in cui la lunghezza della facciata era l'elemento di maggior prestigio: il risultato era la nascita di ville che, per dare un'impressione di grandezza, e dunque di potere, avevano facciate sterminate, ma erano costituite da una sola stanza in profondità.

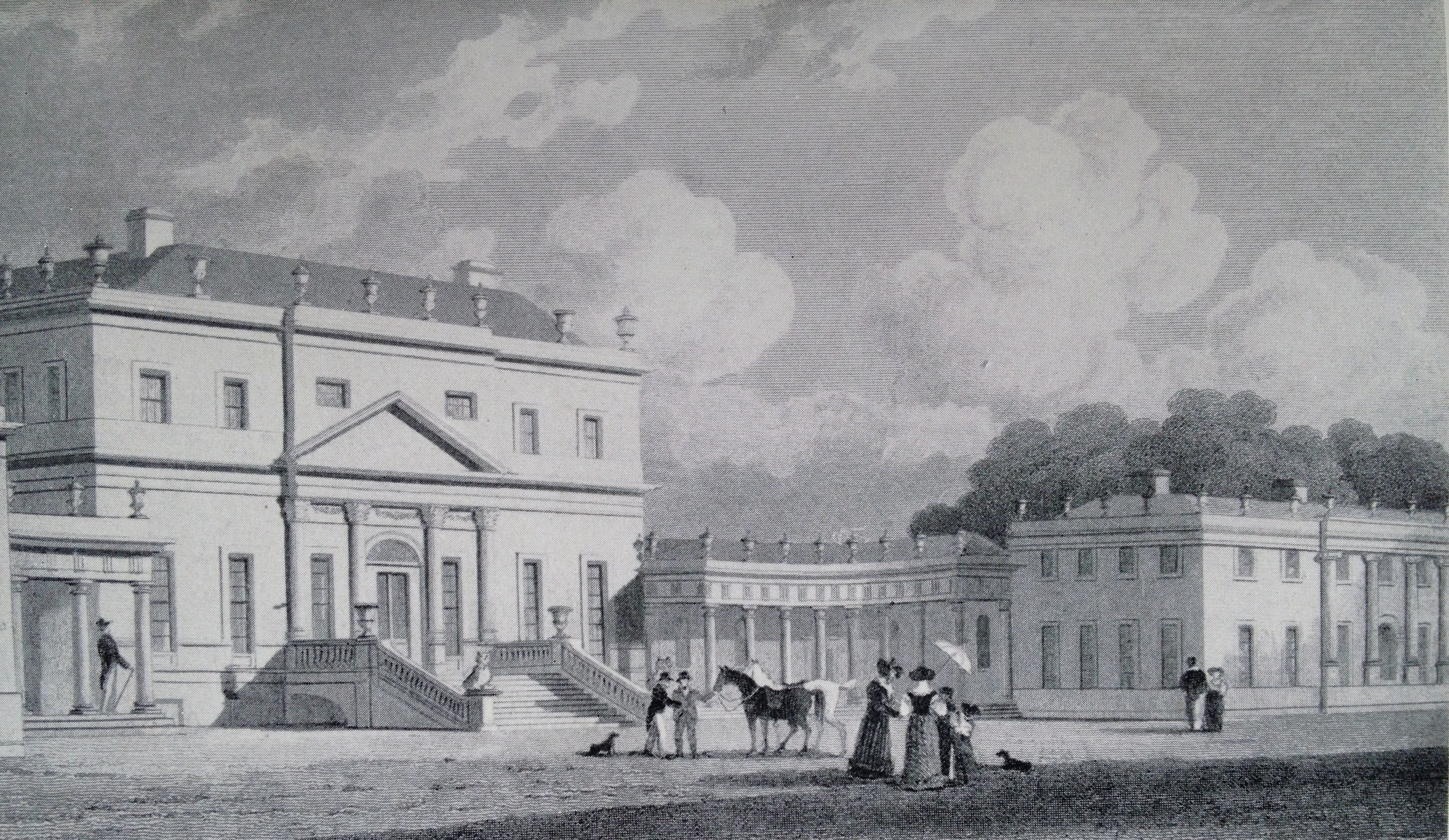
Il palladianesimo irlandese: la Russborough House, realizzata in Irlanda nel 1826. Progettata dall'architetto tedesco Richard Cassels intorno al 1750, si avvicina di più allo stile originale di Palladio di quanto facciano i modelli di ville costruite nello stesso periodo in Inghilterra, come ad esempio Woburn Abbey

### Palladianesimo irlandese
Durante il periodo neopalladiano, in Irlanda si utilizzava questo stile anche per abitazioni più modeste. L'architettura palladiana irlandese, d'altro canto, ha alcune piccole differenze da quella inglese. Come negli altri Paesi, anche la versione irlandese del palladianesimo si discosta dagli ideali di Palladio per essere adattata ai tempi e ai committenti, ma qui lo stile si avvicina di più a quello del maestro veneto. Un'aderenza maggiore all'opera originale, questa, dovuta forse alle caratteristiche degli architetti, che si ispiravano più agli edifici presenti in Italia che all'evoluzione del palladianesimo in corso in Inghilterra, o forse al più lento progredire dei gusti e delle mode in Irlanda, una realtà meno cosmopolita di quella inglese. Ad ogni modo, anche qui lo stile palladiano subì un adattamento a causa delle condizioni meteorologiche, evidentemente più umide e fredde di quelle italiane.

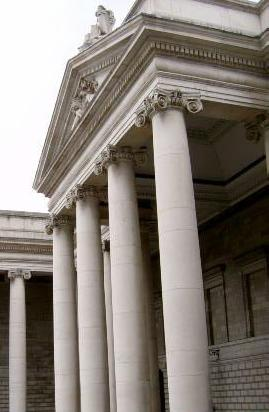
L'ingresso del Palazzo del Parlamento irlandese, costruito a Dublino a partire dal 1729

Uno dei primissimi architetti palladiani in Irlanda fu Edward Lovett Pearce (1699–1733), che diventò rapidamente uno dei leader del nuovo movimento architettonico nel suo paese. Cugino e in una prima fase allievo di John Vanbrugh, si allontanò dallo stile barocco nel periodo di tre anni trascorso in Francia e in Italia per studiare architettura. Tornato in Irlanda, realizzò alcuni fra i primi esempi del palladianesimo irlandese, a partire dal Palazzo del Parlamento di Dublino. Pearce fu un architetto molto prolifico e fra gli altri progetti firmò la facciata sud della Drumcondra House (1727) e Cashel Palace (1728).
L'esempio forse più alto del palladianesimo irlandese, però, giunse ancora una volta da un italiano, Alessandro Galilei (1691–1737), che per realizzare la Castletown House, nei pressi di Dublino, utilizzò le proporzioni matematiche impiegate da Palladio, ispirando con il proprio progetto quello della Casa Bianca a Washington.
Altri esempi da segnalare sono la Russborough House, progettata da Richard Cassels, un architetto di origini tedesche che firmò anche i progetti originali del Rotunda Hospital di Dublino e della Florence Court, nella contea di Fermanagh. Le ville di campagna irlandesi in stile palladiano sono spesso decorate con stucchi rococò, in molti casi opera dei fratelli Lafranchini, che li rendono più appariscenti dei castigati interni realizzati nello stesso periodo in Inghilterra.
Nel XVIII secolo fu ristrutturata o costruita ex novo una larga porzione di Dublino, tanto che l'impronta georgiana impressa sulla città, a dispetto delle pretese dei nazionalisti irlandesi, è tuttora enorme; fino a tempi recenti Dublino era una delle poche città del mondo nelle quali si potevano trovare eleganti villette georgiane tardosettecentesche in pessime condizioni. Altrove in Irlanda, in particolare dal 1922, il piombo fu rimosso dai tetti delle ville palladiane per essere rivenduto. Nella provincia irlandese si possono incontrare tuttora molte case palladiane senza tetto.

### Palladianesimo nordamericano

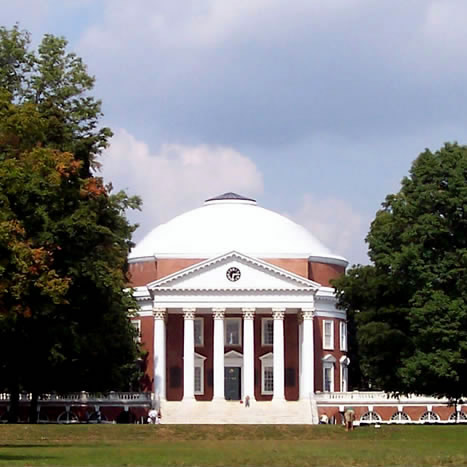
Il Palladianesimo negli Stati Uniti: la Rotunda dell'università della Virginia, progettata in stile palladiano da Thomas Jefferson.

L'influenza di Palladio nel Nordamerica è evidente più o meno dai primi tempi dell'architettura coloniale statunitense. La prima traccia perfettamente identificabile risale al 1749, quando Peter Harrison ricavò il suo progetto per la biblioteca Redwood a Newport, nel Rhode Island, elaborando i disegni contenuti ne I quattro libri dell'architettura di Palladio; circa un decennio dopo, ancora Harrison si ispirò a Palladio per il progetto del Brick Market, anche in questo caso a Newport.
L'architetto dilettante Thomas Jefferson (1743–1826), che più tardi sarebbe diventato il terzo presidente degli Stati Uniti d'America, disse che I quattro libri di Palladio erano la sua Bibbia. Jefferson apprezzava molto gli ideali stilistici di Palladio, e i suoi progetti per la tenuta Monticello e per l'università della Virginia erano basati su disegni tratti dai libri di Palladio. Comprendendo il significato di potere politico contenuto nell'imponenza dei palazzi dell'Antica Roma, Jefferson progettò molti edifici pubblici utilizzando lo stile palladiano. Il progetto di Monticello (ristrutturato fra il 1796 e il 1808) è basato abbastanza evidentemente su quello di Palladio per Villa Almerico Capra, ma può essere definito un esempio di architettura georgiana coloniale. La Rotunda dell'università della Virginia, che si ispira direttamente al Pantheon di Roma e ne prende il nome in alcuni casi, è evidentemente palladiano sia dal punto di vista stilistico che concettuale.
In Virginia e nella Carolina del Nord e del Sud, gli stabili annessi a molte piantagioni sono palladiani: tra gli esempi si possono citare la Stratford Hall Plantation, la Westover Plantation e la Drayton Hall, tutte e tre nei pressi di Charleston, nella Carolina del Sud. Si tratta di esempi di architettura coloniale statunitense classica: il tocco palladiano di questi progetti fu possibile grazie alla diffusione di incisioni dell'opera del maestro veneto e dei suoi seguaci, che permisero alle maestranze, agli architetti e ai committenti di avere un riferimento di prima mano, se volevano ispirarsi all'architettura europea. Caratteristica del palladianesimo in America fu il ritorno del portico d'ingresso, che – negli Stati Uniti come era stato in Italia nel XVI secolo – rispondeva all'esigenza di proteggere l'ingresso dal sole; il portico di varie forme e dimensioni diventò un elemento caratterizzante dell'architettura coloniale statunitense. Se il portico, spesso chiuso, nell'Europa Settentrionale era diventato un mero simbolo (a volte semplicemente suggerito per mezzo di pilastri, altre – soprattutto negli esempi della fase terminale del palladianesimo inglese – addirittura adattato ad ingresso secondario per le carrozze), negli Stati Uniti questo elemento architettonico riacquisì il ruolo che gli era stato attribuito nei progetti palladiani originali.

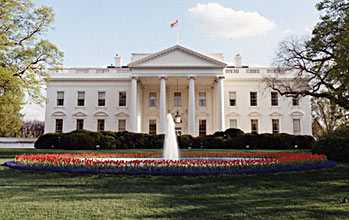
La Casa Bianca, progettata da James Hoban, che aveva studiato lo stile palladiano in Irlanda

A Thomas Jefferson l'essere stato il secondo inquilino della Casa Bianca, realizzata da James Hoban in stile palladiano, deve aver fatto un piacere particolare. Hoban, che firmò il progetto esecutivo dell'edificio poi costruito fra il 1792 e il 1800, si ispirò dichiaratamente a Castletown e alla Leinster House di Richard Cassels. Hoban, nato a Callan, nella contea di Kilkenny, nel 1762, aveva studiato architettura a Dublino, dove la Leinster House, costruita nel 1747, veniva allora considerata uno degli esempi più riusciti dell'architettura locale. Lo stile palladiano della Casa Bianca è interessante per il suo essere quasi una forma precoce di neoclassicismo, in particolare nella facciata meridionale, che ricorda molto da vicino il progetto che James Wyatt firmò nel 1790 per Castle Coole, anche in questo caso in Irlanda. Per ironia, la facciata sud ha un piano in meno della Leinster House, mentre la facciata sud ne ha uno in più di Castle Coole. Ancora nella facciata sud vi è una scala esterna, che rende l'edificio ancora più palladiano. Castle Coole, secondo il critico architettonico Gervase Jackson-Stops, è “il culmine della tradizione palladiana, non ancora neoclassico in senso stretto per le sue decorazioni sobrie e la sua elegante austerità". Lo stesso si può dire di molti degli edifici realizzati in stile palladiano negli Stati Uniti.
Uno degli adattamenti del palladianesimo che fu condotto in Nord America è lo spostamento del piano nobile: nei progetti statunitensi fu trasferito al pianterreno, mentre in Europa si trovava sopra un piano “di servizio”, destinato insomma a stanze minori. Il piano “di servizio”, nei casi in cui veniva realizzato, era adesso seminterrato: questo eliminò l'esigenza di realizzare una scalinata esterna che conducesse all'ingresso principale, come succedeva nei progetti originali di Andrea Palladio. Questo spostamento era destinato a diventare una delle caratteristiche degli stili neoclassici che rimpiazzarono il palladianesimo.
Gli unici due edifici realizzati negli Stati Uniti nel periodo coloniale (1607-1776) che richiamano con certezza i disegni de I quattro libri sono la Hammond-Harwood House, realizzata ad Annapolis nel 1774 su un progetto di William Buckland, e la prima versione del Monticello di Thomas Jefferson (1770). Nel primo caso, la fonte d'ispirazione è Villa Pisani a Montagnana, mentre il progetto del secondo edificio si ispira a Villa Cornaro di Piombino Dese. In un secondo tempo Thomas Jefferson coprì la facciata con altri elementi, e dunque oggi il progetto di Buckland è l'unico a riprodurre in tutto e per tutto l'architettura di Palladio.
L'influenza del palladianesimo oltreoceano fu tale che il Congresso degli Stati Uniti d'America, con la risoluzione n. 259 del 6 dicembre 2010, ha riconosciuto Palladio come "padre dell'architettura americana".

### Palladianesimo russo

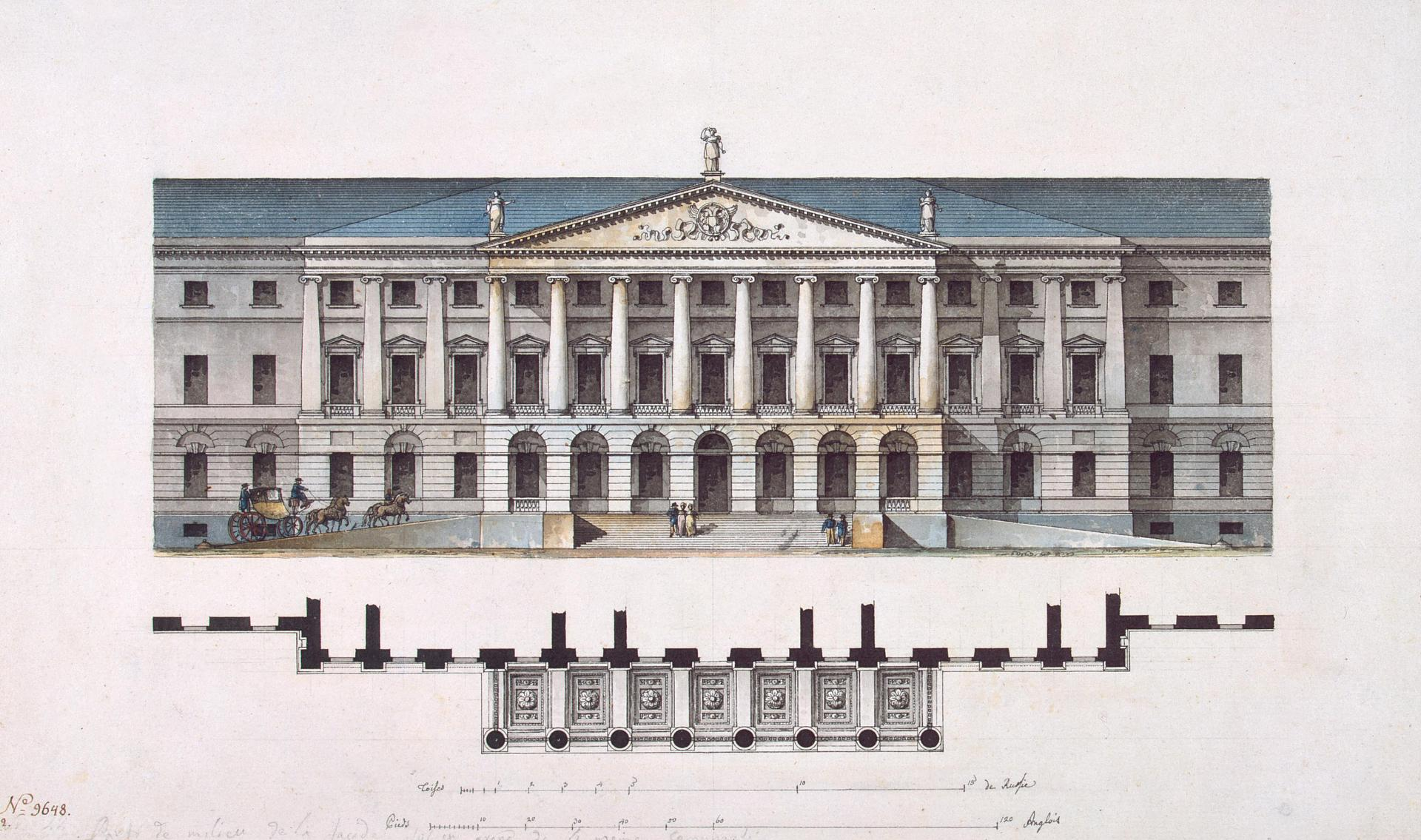
Istituto Smol'nyj in un disegno del 1806 di Giacomo Quarenghi.

Il neoclassicismo in Russia che nella sua prima fase aveva attinto dalle idee dell'architettura francese della metà del XVIII secolo, negli anni settanta e ottanta del XIX secolo l'attenzione fu incentrata su varie interpretazioni del palladianesimo specialmente dall'Inghilterra e dall'Italia.
Uno dei primi esempi di villa palladiana costruite in Russia fu la reggia di Paolo I a Pavlovsk, nella sua versione originaria, opera dello scozzese Charles Cameron.
Il contributo principale fu tuttavia quello di Giacomo Quarenghi, architetto attivo in Russia, principalmente a San Pietroburgo, fra gli anni ottanta del XVIII secolo e gli anni dieci del XIX. Questi realizzò numerosi palazzi, fra i quali il Teatro dell'Ermitage (1782-1785) il cui interno è ispirato al Teatro Olimpico di Vicenza, e portò in auge un originale stile monumentale, d'ispirazione palladiana, che fu di riferimento per molti architetti che operavano in Russia.
Fra questi Ivan Starov che realizzò il Palazzo di Tauride (1783 -1789), che in perfetta adesione alla tipologia della villa palladiana divenne riferimento per molte altre costruzioni patrizie.
Nel 1798 Nikolaj Lvov aveva pubblicato in russo una versione ridotta de I quattro libri dell'architettura.

### Declino
A partire dagli anni settanta del XVIII secolo architetti come Robert Adam e William Chambers furono molto popolari, ma dal momento che traevano ispirazione da un grande numero di fonti classiche, comprese quelle dell'Antica Grecia, il loro stile fu definito neoclassico piuttosto che palladiano. In Europa, il palladianesimo sopravvisse fino alla fine del XVIII secolo, mentre in Nord America durò un po' di più. Successivamente il termine “palladiano” fu usato spesso a sproposito: in alcuni casi, ancora oggi, viene utilizzato per definire un edificio con pretese classiche di qualsiasi natura.

## Palladianesimo postmoderno
I motivi palladiani, e in particolare le finestre, tornarono di moda nell'architettura dell'epoca postmoderna. L'architetto Philip Johnson le usava di frequente come porte-finestre, ad esempio nei progetti per l'edificio che ospita la Scuola di Architettura dell'Università di Houston (1985), per l'edificio di Boston noto con l'indirizzo 500 Boylston Street (1989) e il Museo della televisione e della radio, a New York (1991). Ieoh Ming Pei usò questo stile per l'ingresso principale della Torre della Banca di Cina, a Hong Kong (1985).

## Altri progetti

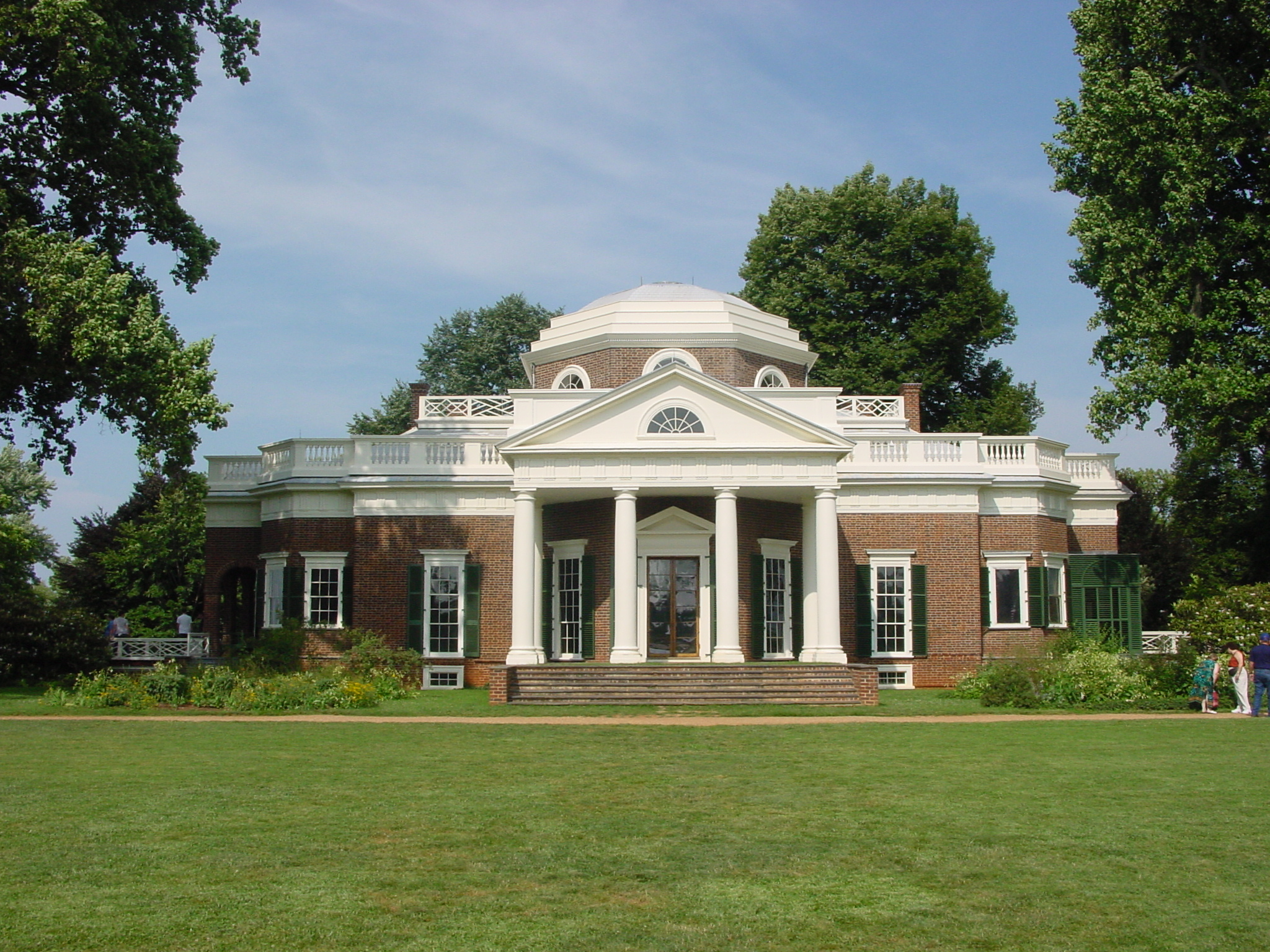
Monticello, edificio disegnato da Thomas Jefferson